# Bobby Bandiera
Robert Bandiera (26 ottobre 1952) è un chitarrista e cantante statunitense.

## Biografia
Originario del New Jersey, Bandiera iniziò come chitarrista e cantante in diverse band locali, esibendosi in locali come lo Stone Pony di Asbury Park, occasionalmente anche insieme a Bruce Springsteen. Nel 1984 fu preso in considerazione proprio per il Born in the USA Tour del Boss, in seguito all'abbandono della E Street Band di Steve Van Zandt; il posto di chitarrista fu tuttavia assegnato a Nils Lofgren. Nel 1985 Bandiera sostituì Billy Rush come chitarrista nei Southside Johnny and The Asbury Jukes, posizione che mantiene tuttora.
Ha una sua band (the Bob Bandiera Band) con la quale suona nei locali del New Jersey quando non è impegnato in tour con i Southside Johnny and the Asbury Jukes.
Dal 2005 al 2014, Bandiera ha suonato stabilmente la chitarra ritmica nelle performance live dei Bon Jovi. Nel concerto promozionale dell'8 giugno 2007 a Porto Rico, data l'assenza di Richie Sambora, ha suonato come lead guitarist. Nel concerto di Stoccarda del Lost Highway Tour ha cantato come lead singer la cover Drift Away.

## Discografia solista
- Bandiera (1993)
- Dog Loves You (1996)
- Is My Father There? (2005)